# C-15

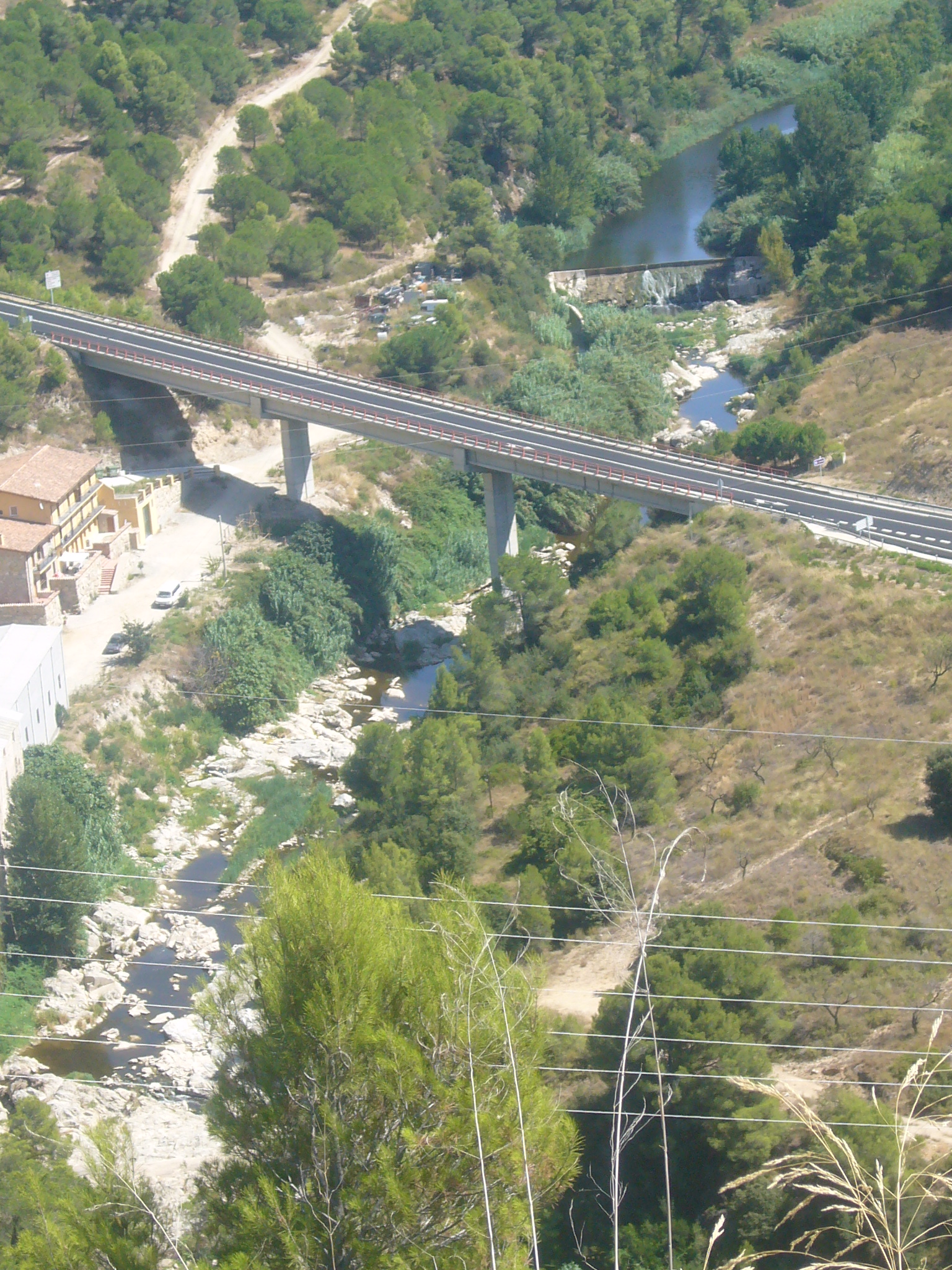
Viaducte de la C-15 sobre el riu Anoia, unint els termes de Cabrera d'Anoia i Vallbona d'Anoia

La Carretera C-15, anomenada també Eix Garraf-Anoia, és una carretera de la Xarxa Bàsica Primària de Catalunya. Juntament amb el tram Manresa-Igualada de la C-37 forma l'anomenat Eix Diagonal, l'itinerari principal de comunicació de les comarques de l'interior de Catalunya (Bages, l'Anoia i l'Alt Penedès) amb la zona central de la Mediterrània (el Garraf), tot enllaçant poblacions com Manresa, Igualada, Vilafranca del Penedès i Vilanova i la Geltrú. Inicialment estava previst que tot el recorregut de l'eix, de 67 km de longitud, fos enllestit a finals de 2012, però les obres van avançar ràpidament i l'últim tram fou inaugurat el 2 de desembre de 2011.

## Història
L'eix Diagonal, format per la C-15 i un tram de la C-37, ja formava part de les propostes del Pla de Carreteres de Catalunya de l'any 1985. En aquells moments la comunicació entre Vilanova i Manresa es realitzava a través de la C-244 i la C-241, dues carreteres secundàries amb traçats molt sinuosos, sense voral i que passaven per nuclis urbans. L'Eix Diagonal es projectà com una via de dos carrils per sentit entre Vilanova i Vilafranca i d'un carril per sentit entre Vilafranca, Igualada i Manresa.
El 2003 va entrar en servei el tram de la C-15 entre Puigdàlber i Igualada, amb un traçat que a partir de Sant Pere de Riudebitlles s'allunyà de la C-244, incloent-hi dos túnels petits a l'altura de Vallbona d'Anoia. L'any 2005 s'inaugurà el tram de la C-37 entre Castellfollit del Boix i Sant Salvador de Guardiola, que forma part del tram Igualada-Manresa.
L'any 2006 el Departament de Política Territorial i Obres Públiques va sotmetre a informació pública la resta del traçat, consistent en un total de 35 quilòmetres de nova carretera, en els trams Vilanova i la Geltrú-Puigdàlber, Igualada-Castellfollit del Boix, i Sant Salvador de Guardiola-Manresa. Les principals dificultats van ser al nucli de Canyelles, on la C-15 desdoblada creuava el PEIN del turó de Montgrós passant prop de la urbanització Califòrnia, i a Salelles, on la C-37 enllaçava amb l'eix Transversal i hi havia diversos traçats possibles. El DPTOP va realitzar diversos ajustos fins a arribar a un acord amb els ajuntaments implicats, malgrat l'oposició d'alguns veïns i entitats, i l'estudi informatiu s'aprovà el 2008. Les obres van ser promogudes per Eix Diagonal Concessionària en règim de peatge a l'ombra, i es van iniciar el 2010 amb objectiu de finalitzar-les el 2013, moment a partir del qual la concessionària començaria a cobrar un cànon de 0,071 euros per vehicle i quilòmetre, durant un període de 33 anys.
Durant els primers mesos de 2011 les obres van seguir a bon ritme, i el conseller Lluís Recoder avançà que s'anirien inaugurant entre el 2011 i el 2012. Entre Vilanova i Puigdàlber s'acabà la perforació dels 4 túnels (Montgrós, Costa Bernada, Roca Foradada i Garrofer) que sumaven 5 quilòmetres en total, i s'avançà amb els enllaços previstos de la C-32, Canyelles, Sant Miquel d'Olèrdola i Vilafranca. Al tram proper a Manresa s'executaren els túnels de Montconill, Suanya i la Morera amb longituds de 245, 116 i 290 metres, i el viaducte sobre la riera de Rajadell, de 740 metres, una de les obres més rellevants de tot l'eix Diagonal, ja que es convertí en el quart viaducte més gran de Catalunya. Aquest tram ocasionà polèmica l'any 2007, pel seu impacte sobre el nucli antic de Salelles i l'àrea agrícola de l'entorn.
El 23 de juliol de 2011 va entrar funcionament el tram de la C-37 d'Igualada a Castellfollit del Boix, d'uns 7 km, que transcorre per una zona boscosa i compta amb el túnel Can Jorba de 154 metres, diversos viaductes, i 3 enllaços. La via passà per l'est de l'antic traçat de la C-241, entre els termes d'Òdena i Castellolí.
El 2 de desembre de 2011 Artur Mas, president de la Generalitat, i Lluís Recoder, conseller de Territori i Sostenibilitat, inauguraren el darrer tram de l'eix en un acte celebrat a l'enllaç entre la C-15 i la C-32, a Vilanova i la Geltrú. Aquest darrer tram, de 13 km d'autovia amb dos carrils de circulació per sentit, uní Vilafranca del Penedès i Vilanova passant per Canyelles, i fou el tram més laboriós, incloent-hi 3 túnels dobles i prop de 1400 metres de viaducte. A partir del 2021 el tram d'Igualada a Capellades passa a ser format autovia.

### Polèmica
Poc després d'haver-se inaugurat, diversos accidents mortals van obligar a fer-hi millores de senyalització. En un tram de 6,5 quilòmetres hi van morir 7 persones en només 8 mesos, i sempre per culpa de col·lisions frontals.
El 24 de juliol de 2012 s'iniciaren les obres de millora de la senyalització.

### Millores 2022-2023
El desembre de 2021 es van aprovar obres per valor de 79M€ , que es van acabar finalitzant el desembre de 2023.
- Vilafranca del Penedès – enllaç de Capellades. En aquest tram de 21,5 quilòmetres s'implanta un tercer carril a la carretera de manera alternativa, separant els dos sentits de circulació per una barrera física
- Enllaç de Capellades – enllaç de la Torre de Claramunt: el tram de 5 km es millora només reforçant la separació entre els sentits de circulació, atesa la complexitat de l’orografia i els condicionants tècnics per la línia d’FGC que discorre al costat
- Enllaç de la Torre de Claramunt – enllaç d’Igualada: el tram de 4,5 km es desdobla amb dos carrils per sentit de circulació